# Bobby Bland
Bobby Bland (Rosemark, 1930. január 27. vagy 1930. október 27. – Germantown, 2013. június 23.) amerikai bluesénekes.
Énekmódja a gospelt, bluest és a R&B-t egyesítette. Nat King Cole-ra is hatással volt. A blues- és a soulzene nagy történetmesélői közé tartozott. Johnny Ace, Rosco Gordon, Ray Brown, Blind Lemon Jefferson, T-Bone Walker, Muddy Waters, Sonny Boy Williamson örökösének tekintette magát. „A szerelem, az árulás és a rezignáció viharos áriáit hozta létre”.

## Pályafutása
Még gyerek volt, amikor családostul Memphisbe költöztek. A Beale Streeten csavargott.  Helybéli gospel együttesekkel kezdett énekelni. Első profi együttesét Beale Streetersnek nevezte el.
A katonai szolgálat letöltése után kezdett énekelni, bár ötvenes évek elején már készen voltak első felvételei. 1954-ben visszatért Memphisbe, és korábbi társaival kezdett fellépni, köztük Johnny Ace-szal, aki nagyszerű énekes és zongorista volt.
Ace sajnos nagyon fiatalon meghalt.
A zenészeket egyre jobban megismerte a közönség. 1957-ben Bobby Bland első helyre került a Billboard rhythm and blues kislemezlistáján (Farther Up The Road). A Litte Boy Blue legjobb tíz közé került. A 60-as évek sikersorozatot hoztak: Cry Cry Cry, I Pity the Fool, That’s The Way Love, Turn On Your Love Light.
Nagyjából negyven albuma, és szint ugyanennyi válogatáslemeze jelent meg.
Alkoholizmusa hetvenes években már sikerek ellen dolgozott, korábbi népszerűségét nem tudta visszaszerezni. 83 éves korában halt meg.

## Albumok
- Blues Consolidated (1958)
- Like Er Red Hot (1960)
- Two Steps From The Blues (1961)
- Call On Me (1963)
- The Soul Of The Man (1966)
- Here's The Man (1969)
- If Loving You Is Wrong (1970)
- His California Album (1973)
- Dreamer (1974)
- Together for the First Time (és B. B. King (1974)
- Reflections In Blue(1977)
- Come Fly With Me (1978)
- I Feel Good, I Feel Fine (1979)
- Sweet Vibrations (1980)
- Try Me I'm Real (1981)
- Here We Go Again (1982)
- Foolin' With The Blues (1983)
- Members Only (1985)
- After All (1986)
- First Class Blues (1987)
- Midnight Run (1989)
- Years Of tears (1993)
- Sad Street (1995)
- Memphis Monday Morning (1998)
- Blues At Midnight (2003)

## Díjak
- Blues Hall of Fame (1981)
- Rhythm and Blues Pioneer Award (1992)
- Rock and Roll Hall of Fame (1992)
- Grammy Lifetime Achievement Award (1997)
- Grammy Hall of Fame: „Turn On Your Lovelight” c. dal (1999)
- Memphis Music Hall of Fame (2012)
  - Hétszer jelölték Grammy-díjra

## Filmek
- Bobby Bland az IMDb-n